# C'est pas toi, c'est moi
Pour plus de détails, voir Fiche technique et Distribution.
C'est pas toi, c'est moi (No sos vos, soy yo) est un film hispano-argentin réalisé par Juan Taratuo, sorti en 2004.

## Synopsis
Javier est un chirurgien qui décide d’aller vivre aux États-Unis avec sa petite amie María, mais elle arrive en avance et rencontre quelqu’un d’autre : à partir de ce moment, la vie de Javier s’effondre.

## Fiche technique
- Titre : C'est pas toi, c'est moi
- Titre original : No sos vos, soy yo
- Réalisation : Juan Taratuto
- Scénario : Cecilia Dopazo et Juan Taratuto
- Musique : Mariano Barrella et Diego Grimblat
- Photographie : Marcelo Iaccarino
- Montage : César Custodio
- Production : Natacha Cervi
- Société de production : Rizoma Films
- Pays :  Argentine et  Espagne
- Genre : Comédie dramatique et romance
- Durée : 105 minutes
- Date de sortie : 
  - Argentine : 28 octobre 2004

## Distribution
- Diego Peretti : Javier
- Soledad Villamil : María
- Cecilia Dopazo : Julia
- Marcos Mundstock : l'analyste
- Hernán Jiménez : Luis
- Mariana Briski : Laura
- Roly Serrano : Etcheapre
- Ricardo Merkin : le père
- Silvia Baylé : la mère
- Luis Brandoni : le père de María
- Nilda Raggi : la mère de María
- Eugenia Tobal : Lola
- Bernarda Pagés : Gaby
- Natália Grimberg : Bola Villar